# Князь-Умёт
 Князь-Умёт  — деревня Пензенского района Пензенской области. Входит в состав Старокаменского сельсовета.

## География
Находится в центральной части Пензенской области на расстоянии приблизительно 6 км по прямой на север от районного центра села Кондоль.

## История
Основано в 1833 году восемью семьями крестьян князя Голицына из села Князевка, при постоялом дворе на пензенско-саратовской большой дороге. В 1850-х годах из Князевки переселилось в Умёт 18 дворов, и деревню стали называть Князь-Умётом. В 1858 году принадлежал княгине Анне Сергеевне Голицыной. В 1877 году — 71 двор, 7 постоялых дворов, 2 ветряных мельницы, 2 поташни. В 1884 — 84 двора. В 1894 году в населенном пункте насчитывалось 89 крестьянских семей. В 1955 году — центральная усадьба колхоза «За новую деревню». В 2004 году — 37 хозяйств.

## Население
Численность населения: 386 человек (1859), 483 (1877), 501 (1884), 549 (1894), 770 (1914), 878 (1921), 641 (1939), 323 (1959), 191 (1979), 129 (1989), 109 (1996). Население составляло 81 человек (русские 93 %) в 2002 году, 71 в 2010.